# Aeroportul Manguna
Aeroportul Manguna (IATA: MFO, ICAO: AYNG) este un aeroport din East New Britain Province⁠(d), Islands Region⁠(d), Papua Noua Guinee.
Situat la o altitudine de 37 m, aeroportul dispune de o singură pistă.